# Władimir Kiesariew
Władimir Pietrowicz Kiesariew (ros. Владимир Петрович Кесарев, ur. 26 lutego 1930 w Moskwie, zm. 19 stycznia 2015 tamże) – rosyjski piłkarz grający na pozycji obrońcy. W swojej karierze rozegrał 14 meczów w reprezentacji Związku Radzieckiego.

## Kariera klubowa
Przez całą swoją karierę piłkarską Kiesariew związany był z klubem Dinamo Moskwa. W 1956 roku awansował do kadry pierwszej drużyny Dynama i w 1956 roku zadebiutował w niej w radzieckiej ekstraklasie. W 1957 roku wywalczył z Dynamem mistrzostwo Związku Radzieckiego, a sukces ten powtórzył także w latach 1959 i 1963. W Dynamie grał do końca sezonu 1965 i wtedy też zakończył w tym klubie swoją karierę. W Dynamie rozegrał 194 ligowe mecze, w których zdobył 1 gola.
| Sezon | Klub          | Kraj | Rozgrywki     | Mecze | Bramki |
| ----- | ------------- | ---- | ------------- | ----- | ------ |
| 1956  | Dinamo Moskwa | ZSRR | Wysszaja Liga | 14    | 0      |
| 1957  | Dinamo Moskwa | ZSRR | Wysszaja Liga | 21    | 0      |
| 1958  | Dinamo Moskwa | ZSRR | Wysszaja Liga | 21    | 1      |
| 1959  | Dinamo Moskwa | ZSRR | Wysszaja Liga | 23    | 0      |
| 1960  | Dinamo Moskwa | ZSRR | Wysszaja Liga | 14    | 0      |
| 1961  | Dinamo Moskwa | ZSRR | Wysszaja Liga | 27    | 0      |
| 1962  | Dinamo Moskwa | ZSRR | Wysszaja Liga | 29    | 0      |
| 1963  | Dinamo Moskwa | ZSRR | Wysszaja Liga | 30    | 0      |
| 1964  | Dinamo Moskwa | ZSRR | Wysszaja Liga | 16    | 0      |

## Kariera reprezentacyjna
W reprezentacji Związku Radzieckiego Kiesariew zadebiutował 22 września 1957 roku w wygranym 2:1 towarzyskim meczu z Węgrami. W 1958 roku został powołany do kadry na Mistrzostwach Świata w Szwecji. Na tym turnieju wystąpił w pięciu meczach: z Anglią (2:2), z Austrią (2:0), z Brazylią (2:0), z Anglią (1:0) i ćwierćfinale ze Szwecją (0:2). W 1960 roku był w kadrze ZSRR na Euro 60. Wywalczył mistrzostwo Europy, jednak nie rozegrał na tym turnieju żadnego meczu. Od 1957 do 1960 roku rozegrał w kadrze narodowej 14 meczów.
| Mecze i gole w reprezentacji | Mecze i gole w reprezentacji | Mecze i gole w reprezentacji | Mecze i gole w reprezentacji | Mecze i gole w reprezentacji | Mecze i gole w reprezentacji | Mecze i gole w reprezentacji |
| #                            | Data                         | Stadion                      | Rywal                        | Wynik                        | Gol                          | Rozgrywki                    |
| 1957                         | 1957                         | 1957                         | 1957                         | 1957                         | 1957                         | 1957                         |
| ---------------------------- | ---------------------------- | ---------------------------- | ---------------------------- | ---------------------------- | ---------------------------- | ---------------------------- |
| 1.                           | 22.09.1957                   | Budapeszt, Węgry             | Węgry                        | 2:1                          | 0                            | towarzyski                   |
| 2.                           | 24.11.1957                   | Lipsk, NRD                   | Polska                       | 2:0                          | 0                            | el. MŚ 1958                  |
| 1958                         |                              |                              |                              |                              |                              |                              |
| 3.                           | 08.06.1958                   | Göteborg, Szwecja            | Anglia                       | 2:2                          | 0                            | MŚ 1958                      |
| 4.                           | 11.06.1958                   | Borås, Szwecja               | Austria                      | 2:0                          | 0                            | MŚ 1958                      |
| 5.                           | 15.06.1958                   | Göteborg, Szwecja            | Brazylia                     | 0:2                          | 0                            | MŚ 1958                      |
| 6.                           | 17.06.1958                   | Göteborg, Szwecja            | Anglia                       | 1:0                          | 0                            | MŚ 1958                      |
| 7.                           | 19.06.1958                   | Sztokholm, Szwecja           | Szwecja                      | 0:2                          | 0                            | MŚ 1958                      |
| 8.                           | 30.08.1958                   | Praga, Czechosłowacja        | Czechosłowacja               | 2:1                          | 0                            | towarzyski                   |
| 9.                           | 28.09.1958                   | Moskwa, ZSRR                 | Węgry                        | 3:1                          | 0                            | el. ME 1960                  |
| 10.                          | 22.10.1958                   | Londyn, Anglia               | Anglia                       | 0:5                          | 0                            | towarzyski                   |
| 1959                         |                              |                              |                              |                              |                              |                              |
| 11.                          | 06.09.1959                   | Moskwa, ZSRR                 | Czechosłowacja               | 3:1                          | 0                            | towarzyski                   |
| 12.                          | 27.09.1959                   | Budapeszt, Węgry             | Węgry                        | 1:0                          | 0                            | el. ME 1960                  |
| 1960                         |                              |                              |                              |                              |                              |                              |
| 13.                          | 19.05.1960                   | Moskwa, ZSRR                 | Polska                       | 7:1                          | 0                            | towarzyski                   |
| 14.                          | 27.10.1960                   | Moskwa, ZSRR                 | Szwecja                      | 0:1                          | 0                            | towarzyski                   |

Pochowany na Cmentarzu Trojekurowskim w Moskwie.